# Barbus
Barbus ist eine Gattung mittelgroßer bis großer Karpfenfische. Barbus-Arten kommen in der westlichen Paläarktis vor.
Über einen Zeitraum von mehreren Jahrzehnten wurden ihr auch zahlreiche Arten des östlichen und südöstlichen Asien und des indischen Subkontinents zugerechnet, die heute anderen Gattungen angehören (Dawkinsia, Desmopuntius, Haludaria, Pethia, Puntigrus, Puntius, Striuntius  und Systomus). Im Oktober 2014 wurde für zwei Barbus-Arten aus dem Stromgebiet von Euphrat und Tigris und aus dem Jemen und eine neu beschriebene Art aus dem Hadramaut die Gattung Arabibarbus eingeführt. Die ursprünglich der Gattung Barbus zugeordneten Arten des subsaharischen Afrikas wurden in einer im Februar 2015 veröffentlichten Revision der Karpfenfischunterfamilie Cyprininae in die Gattungen Enteromius, Labeobarbus und Pseudobarbus gestellt. Genetisch unterscheiden sich die Gattungen vor allem durch die Anzahl der Chromosomensätze. Barbus und Pseudobarbus sind tetraploid, Enteromius diploid und Labeobarbus hexaploid.

## Verbreitung und Lebensraum
Das Verbreitungsgebiet der Gattung erstreckt sich, mit Ausnahme der kalten Regionen des Nordens, über nahezu ganz Europa, das nordwestliche Afrika, Kleinasien, die Einzugsgebiete des Aralsees und des Kaspischen Meeres. Die Tiere leben bodenorientiert in einer Vielzahl von Süßwasserhabitaten von Seen über langsam fließende Flüsse bis hin zu Bergbächen.

## Merkmale
Der gestreckte Körper ist vorn annähernd drehrund und wird zum hinteren Ende seitlich etwas flacher. Im Profil erscheint der Rücken konvex, die  Bauchseite ist nahezu gerade. An der Schnauzenspitze sitzt ein Paar Barteln, ein weiteres Paar befindet sich an den Mundwinkeln. Die deutlich entwickelten Lippen des unterständigen Mauls tragen zahlreiche Papillen, die Oberlippe ist gänzlich davon bedeckt. Bei einigen Arten ist die Unterlippe verbreitert und ebenfalls vollständig papillös. Sie geht meist in einen nach hinten gerichteten, lappenartigen Fortsatz über der sich durch eine tiefe Furche vom Kiefer absetzt. Einigen Arten fehlt dieser Fortsatz oder er ist sehr klein und dann ohne Furche. Die Unterlippe dieser Spezies' ist in der Mitte weich und nur an den Seiten papillös.
Mit nur einer Ausnahme setzt bei allen Arten die Rückenflosse an der Körpermitte an, lediglich bei B. brachycephalus sitzt sie weiter vorn. Der letzte unverzweigte Weichstrahl kann dünn und flexibel aber auch dick und verknöchert sein.  Die Rückenflosse der meisten Arten weist acht geteilte Strahlen auf, aber auch sieben oder neun sind möglich. Die Afterflosse wird immer durch fünf geteilte Strahlen gestützt, der letzte ungeteilte Weichstrahl ist dünn und flexibel.

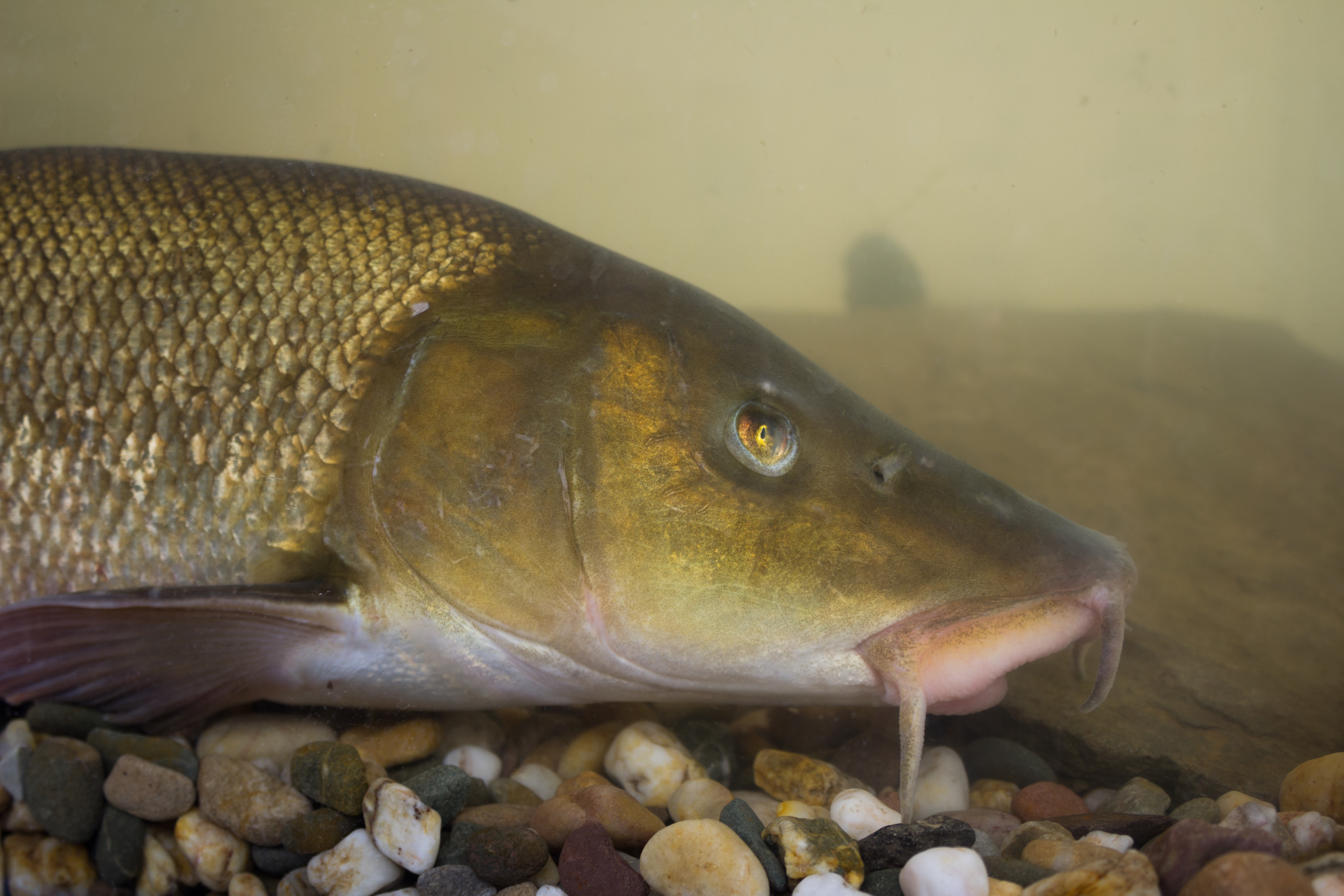
Kopf

Die Schlundzähne sind dreireihig angeordnet, wobei ihre Anzahl in der ersten Reihe artabhängig variiert. Bei den meisten europäischen und einigen kaukasischen und westasiatischen Arten stehen fünf Zähne in der ersten Reihe. Vier von ihnen sind, ähnlich einem Schneidezahn, abgeflacht tragen aber eine hakenförmige Spitze gefolgt von einer kleinen Mahlfläche. Der fünfte Schlundzahn ist zylindrisch geformt, er endet entweder in einer Mahlfläche oder auch in einer Spitze, dann aber ohne Widerhaken. Bei fast allen Arten von der Iberischen Halbinsel, einer Anzahl westasiatischer und den nordafrikanischen Arten fehlt einer der vier schneidezahnähnlichen Schlundzähne. Eine außergewöhnliche Schlundbezahnung zeigen B. longiceps mit einer intermediären Form des fünften Zahns und die in Griechenland vorkommenden Spezies B. graceus und B. albanicus. Bei den beiden griechischen Arten sind die Schlundzähne asymmetrisch verteilt. Drei Zähne sind abgeflacht, der Vierte ist zylindrisch aber stumpf mit einer Mahlfläche und nur auf der linken Seite findet sich ein fünfter, kleiner und gebogener, Zahn.
Fest sitzende Schuppen bedecken, mit Ausnahme des Kopfes, den gesamten Körper. Ihre Anzahl entlang der geraden und vollständigen Seitenlinie variiert innerhalb der Gattung stark und reicht von 43 bis zu 103 Schuppen.

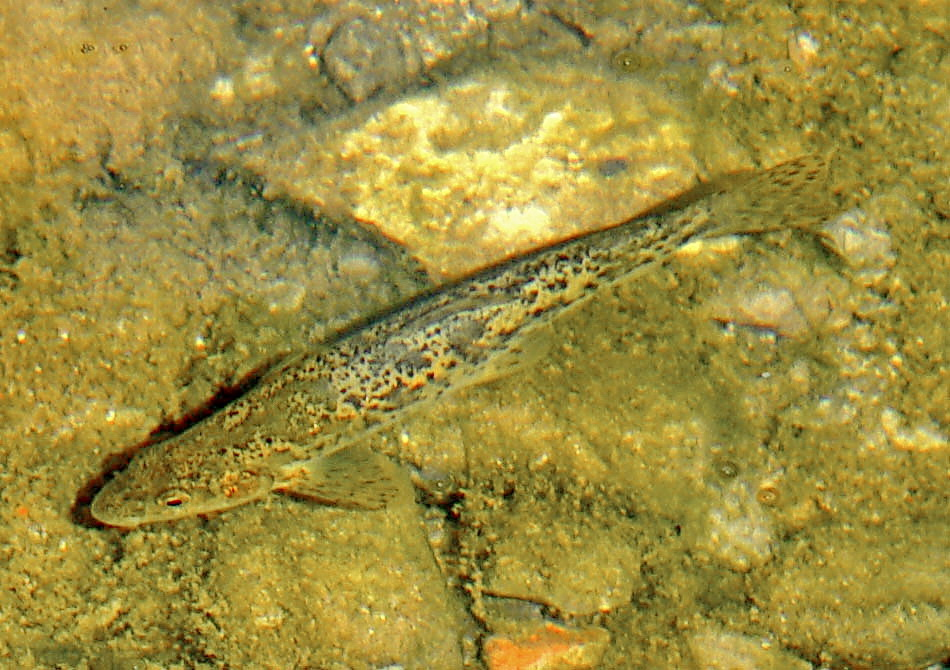
Barbus balcanicus

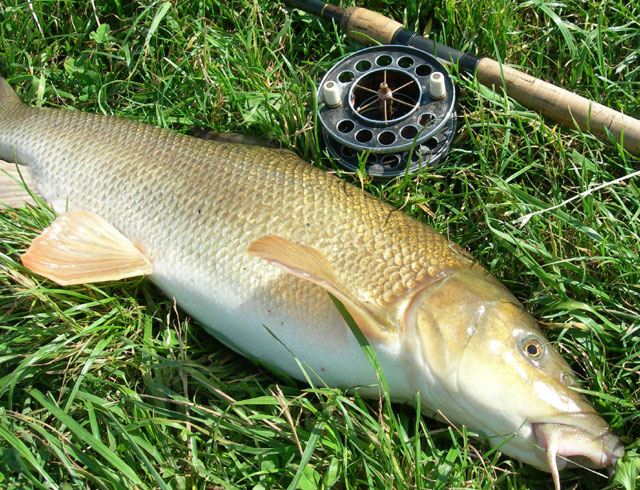
Barbus borysthenicus

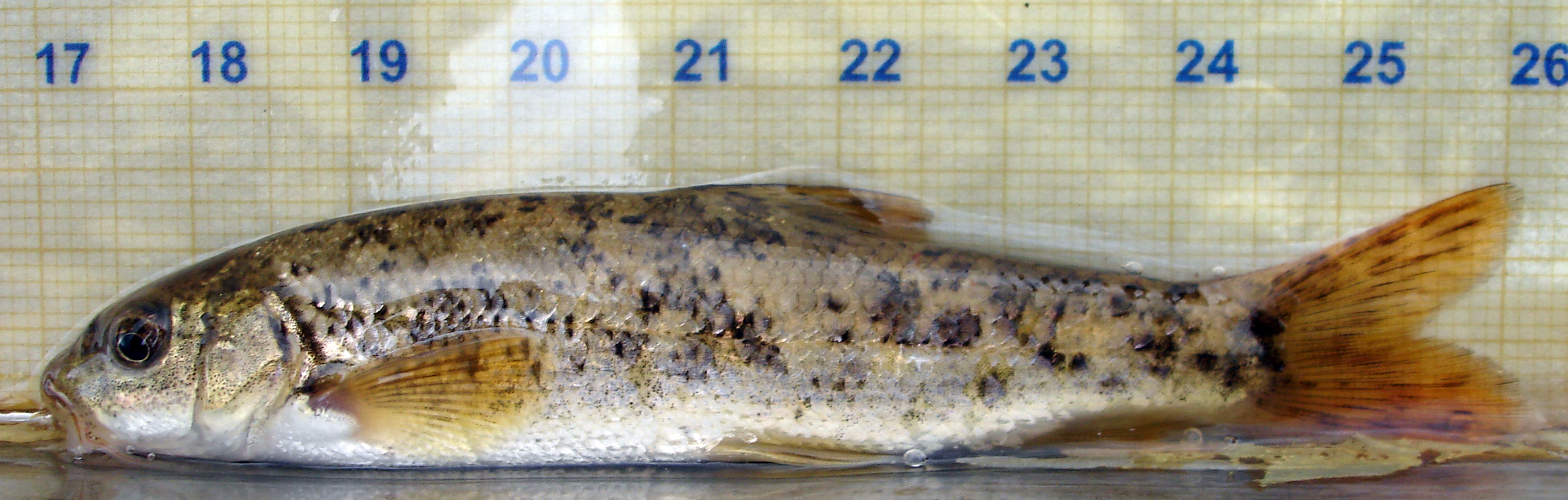
Barbus haasi

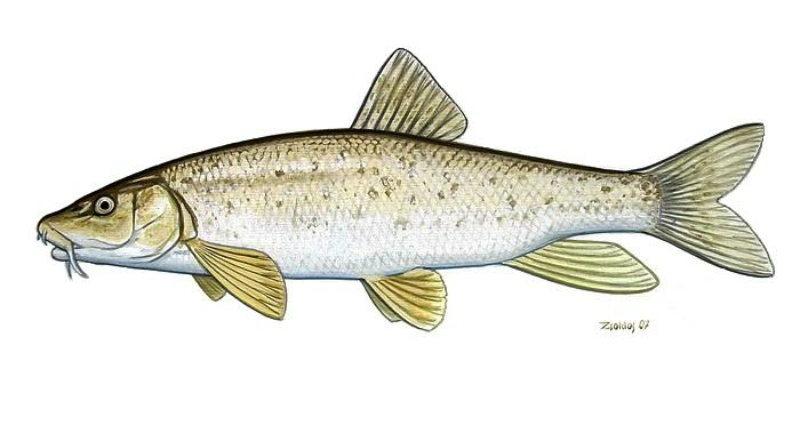
Barbus peloponnesius

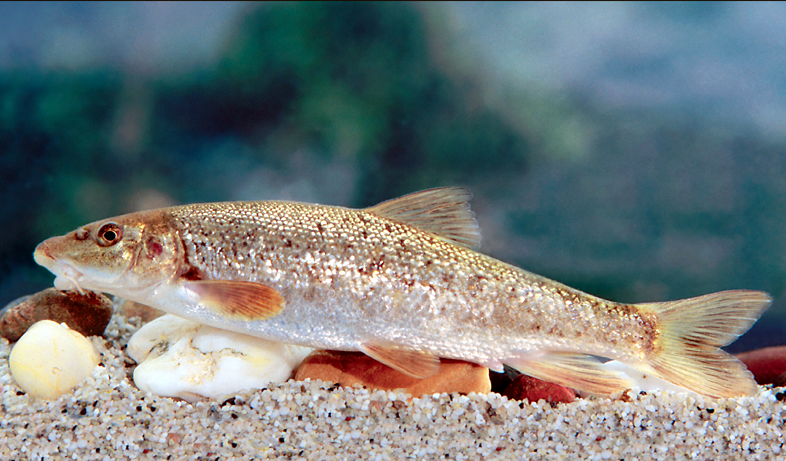
Barbus petenyi

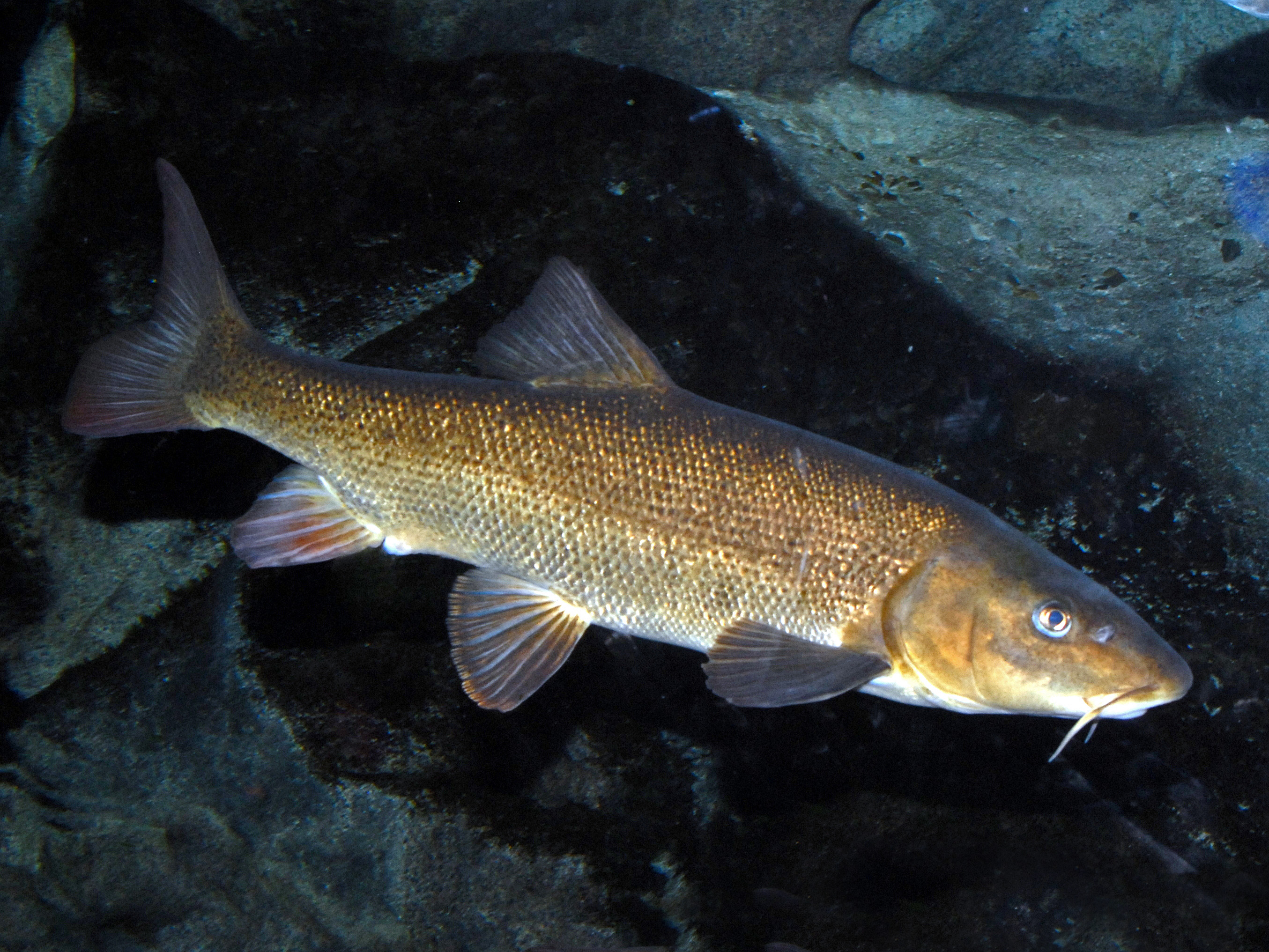
Barbus plebejus

## Arten
- Albanische Barbe (Barbus albanicus Steindachner, 1870)
- Barbus anatolicus Turan et al., 2018
- Barbus balcanicus Kotlík, Tsigenopoulos, Ráb & Berrebi, 2002
- Barbus barbulus Heckel, 1847
- Flussbarbe (Barbus barbus Linnaeus, 1758)
- Barbus bergi Chichkoff, 1935
- Barbus biharicus Antal, László & Kotlík, 2015
- Barbus borysthenicus Dybowski, 1862
- Barbus caninus Bonaparte, 1839
- Barbus carottae (Bianco, 1998)
- Barbus carpathicus Kotlík, Tsigenopoulos, Ráb & Berrebi, 2002
- Barbus ciscaucasicus Kessler, 1877
- Barbus cyclolepis Heckel, 1837
- Barbus cyri De Filippi, 1865
- Barbus ercisianus Karaman, 1971
- Barbus euboicus Stephanidis, 1950
- Barbus goktschaicus Kessler, 1877
- Barbus grypus Heckel, 1843
- Barbus haasi Mertens, 1925
- Barbus karunensis Khaefi, Esmaeili, Geiger & Eagderi, 2017
- Barbus kubanicus Berg, 1912
- Barbus lacerta Heckel, 1843
- Barbus longiceps Valenciennes, 1842
- Barbus lorteti Sauvage, 1882
- Mazedonische Barbe (Barbus macedonicus Karaman, 1928)
- Forellenbarbe (Barbus meridionalis Risso, 1827)
- Barbus niluferensis Turan, Kottelat & Ekmekçi, 2009
- Barbus oligolepis Battalgil, 1941
- Barbus peloponnesius Valenciennes, 1842
- Barbus pergamonensis Karaman, 1971
- Barbus petenyi Heckel, 1852
- Tiberbarbe (Barbus plebejus Bonaparte, 1839)
- Prespa-Barbe (Barbus prespensis) Karaman, 1924
- Westbalkan-Barbe (Barbus rebeli) Koller, 1926
- Barbus reinii (Günther, 1874); Marokko
- Barbus rionica Kamensky, 1899
- Barbus samniticus Lorenzoni et al., 2021
- Krimbarbe (Barbus tauricus) Kessler 1877
- Barbus thessalus Stephanidis, 1971
- Italienische Barbe (Barbus tyberinus Bonaparte, 1839)

## Belege
1. 1 2  Petru M. Bănărescu, Nina G. Bogutskaya: The Freshwater Fishes of Europe, Aula-Verlag, Wiebelsheim 2003, ISBN 3-89104-659-6. (Volume 5. Cyprinidae 2, Part II: Barbus). S. 1.
2. ↑  Rohan Pethiyagoda, Madhava Meegaskumbura & Kalana Maduwage: A synopsis of the South Asian fishes referred to Puntius (Pisces: Cyprinidae). Ichthyological Exploration of Freshwaters, Band 23, Nr. 1, Seiten 69–95, June 2012, © by Verlag Dr. Friedrich Pfeil, München, Germany – ISSN 0936-9902
3. ↑  Maurice Kottelat:  The fishes of the inland waters of Southeast Asia: A catalogue and core bibliography of the fishes known to occur in freshwaters, mangroves and estuaries. (Memento vom 6. Januar 2015 im Internet Archive) (PDF; 6,6 MB) The Raffles Bulletin of Zoology, November 2013, Supplement No. 27, Seite 482 und 483.
4. ↑  Borkenhagen, K. (2014): A new genus and species of cyprinid fish (Actinopterygii, Cyprinidae) from the Arabian Peninsula, and its phylogenetic and zoogeographic affinities. Environmental Biology of Fishes, October 2014, Volume 97, Issue 10, pp 1179-1195.
5. ↑  Lei Yanga, Tetsuya Sado, M. Vincent Hirt, Emmanuel Pasco-Viel, M. Arunachalam, Junbing Li, Xuzhen Wang, Jörg Freyhof, Kenji Saitoh, Andrew M. Simons, Masaki Miya, Shunping He, Richard L. Mayden (2015): Phylogeny and Polyploidy: Resolving the Classification of Cyprinine Fishes (Teleostei: Cypriniformes). Molecular Phylogenetics and Evolution, Februar 2015, doi:10.1016/j.ympev.2015.01.014
6. ↑  Bănărescu, Bogutskaya: S.3,4
7. ↑  Maurice Kottelat, Jörg Freyhof: Handbook of European freshwater fishes. Kottelat und Freyhof, Cornol (Schweiz) und Berlin 2007, ISBN 978-2-8399-0298-4, S. 112.
8. 1 2 3 4  Bănărescu, Bogutskaya: S.2